# Run the Jewels
Run the Jewels es un dúo de hip-hop estadounidense formado en 2013 por los raperos El-P y Killer Mike.

## Historia
Killer Mike y El-P se conocieron gracias al ejecutivo de Cartoon Network Jason DeMarco, en 2011. El año siguiente, El-P produjo el álbum de Killer Mike titulado R.A.P. Music, luego de esto Killer Mike colaboró en una canción de El-P titulada "Tougher Colder Killer "del álbum Cancer 4 Cure. Cuándo R.A.P. Music y Cancer 4 Cure fueron lanzadas con semanas de diferencia, los dos raperos decidieron salir de gira juntos. El éxito de la gira llevó a la decisión de formar Run The Jewels.

## Discografía

### Álbumes de estudio
| Run the Jewels   | - Lanzamiento: 26 de junio de 2013 - Discográfica: Fool's Gold (En todo el mundo), Big Dadda(E.U.) - Formatos: CD, vinilo, descarga digital | —             | —             | —             | —             | —             |               |               |               |               |               |               |               |               |               |               |               |               |
| Run the Jewels 2 | - Lanzamiento: 24 de octubre de 2014 - Discográfica: Mass Appeal, RED - Formatos: CD, vinilo, descarga digital                              | 50            | 9             | 6             | 9             | 7             |               |               |               |               |               |               |               |               |               |               |               |               |
| Run the Jewels 3 | - Lanzamiento: 25 de diciembre de 2016 - Discográfica: Run the Jewels, Inc., RBC Records - Formatos: CD, LP, descarga digital               | Por Confirmar | Por Confirmar | Por Confirmar | Por Confirmar | Por Confirmar | Por Confirmar | Por Confirmar | Por Confirmar | Por Confirmar | Por Confirmar | Por Confirmar | Por Confirmar | Por Confirmar | Por Confirmar | Por Confirmar | Por Confirmar | Por Confirmar |
| RTJ4             | - Lanzamiento: 3 de junio de 2020 - Discográfica: Jewel Runners, BMG - Formatos: CD, LP, descarga digital                                   | Por Confirmar | Por Confirmar | Por Confirmar | Por Confirmar | Por Confirmar | Por Confirmar | Por Confirmar | Por Confirmar | Por Confirmar | Por Confirmar | Por Confirmar | Por Confirmar | Por Confirmar | Por Confirmar | Por Confirmar | Por Confirmar | Por Confirmar |

### Sencillos
| Título                                                       | Año  | Álbum                           |
| ------------------------------------------------------------ | ---- | ------------------------------- |
| "Get It"                                                     | 2013 | Run the Jewels                  |
| "Banana Clipper" (Con Grande Boi)                            | 2013 | Run the Jewels                  |
| "36" Chain"                                                  | 2013 | Run the Jewels                  |
| "Blockbuster Night, Pt. 1"                                   | 2014 | Run the Jewels 2                |
| "Oh My Darling Don't Cry"                                    | 2014 | Run the Jewels 2                |
| "Close Your Eyes (And Count To Fuck)" (Con Zack de la Rocha) | 2014 | Run the Jewels 2                |
| "Early" (Con Botas)                                          | 2014 | Run the Jewels 2                |
| "Bust No Moves" (Con Cuz)                                    | 2015 |                                 |
| "Meowrly" (Con Boots)                                        | 2015 | Meow The Jewls                  |
| "Rubble Kings (Dynamite on the Street)"                      | 2015 | 2015 Adult Swim Singles Program |

### Apariciones como invitado
| Título                    | Año  | Artista(s)              | Álbum             |
| ------------------------- | ---- | ----------------------- | ----------------- |
| "Revolution Indifference" | 2015 | Until the Ribbon Breaks | A Lesson Unlearnt |
| "Nacido de Brillar"       | 2015 | Big Grams               | Big Grams         |